# Баборув
Баборув (пол. Baborów, нем. Bauerwitz) — город в Польше, входит в Опольское воеводство, Глубчицкий повят. Имеет статус городско-сельской гмины. Занимает площадь 11,73 км². Население — 3227 человек (на 2004 год).

## Галерея

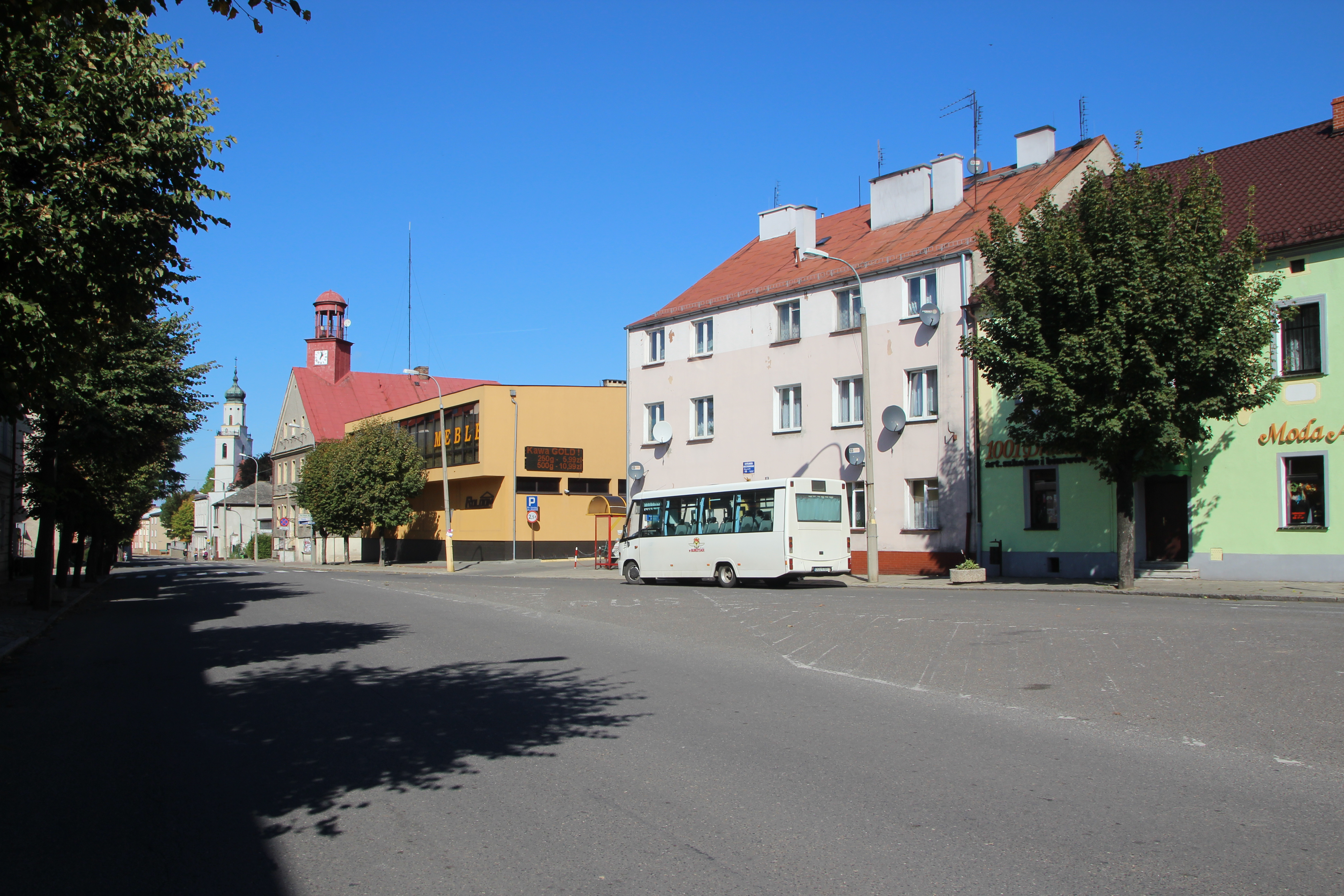
Центр города
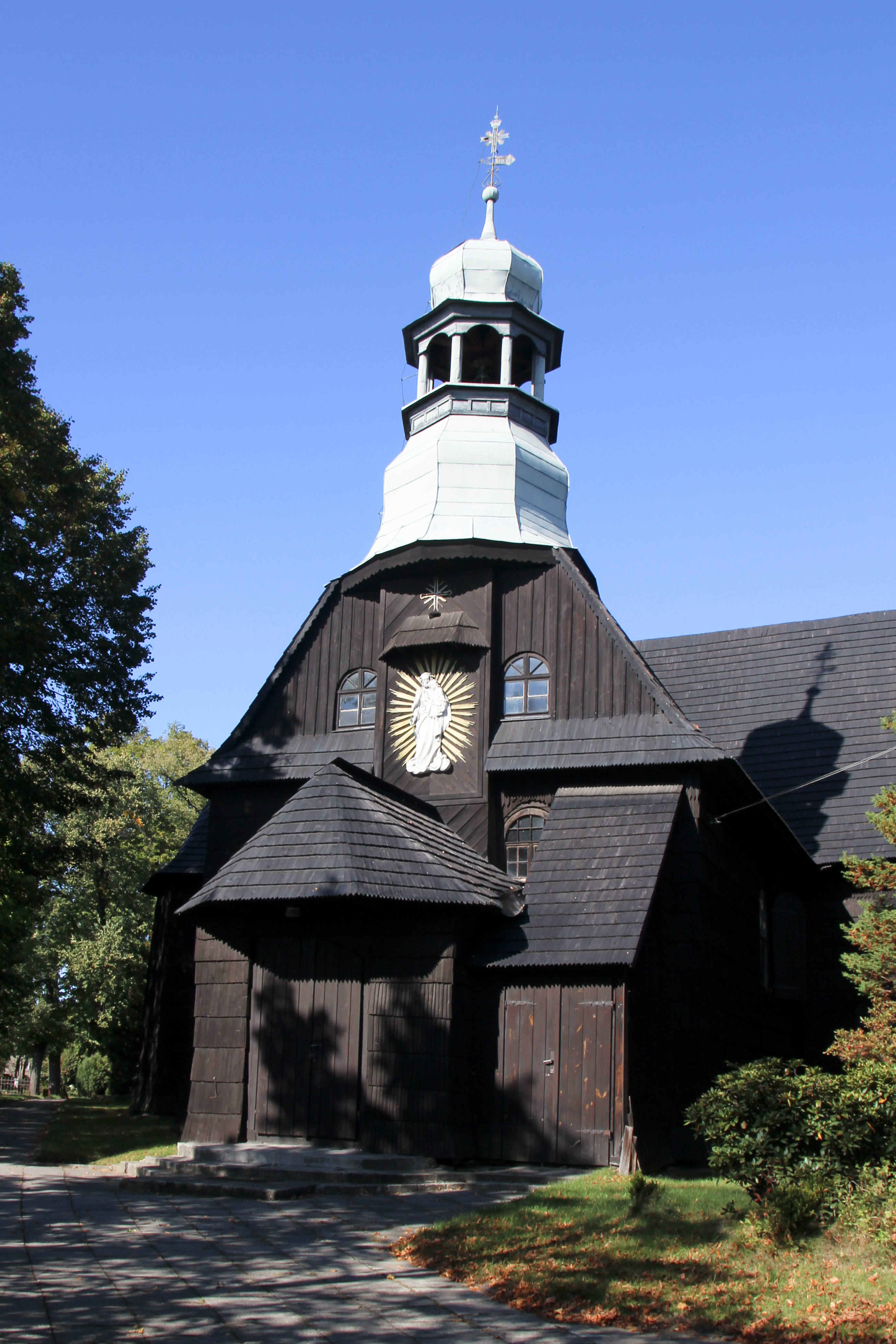
Церковь Св. Иосифа
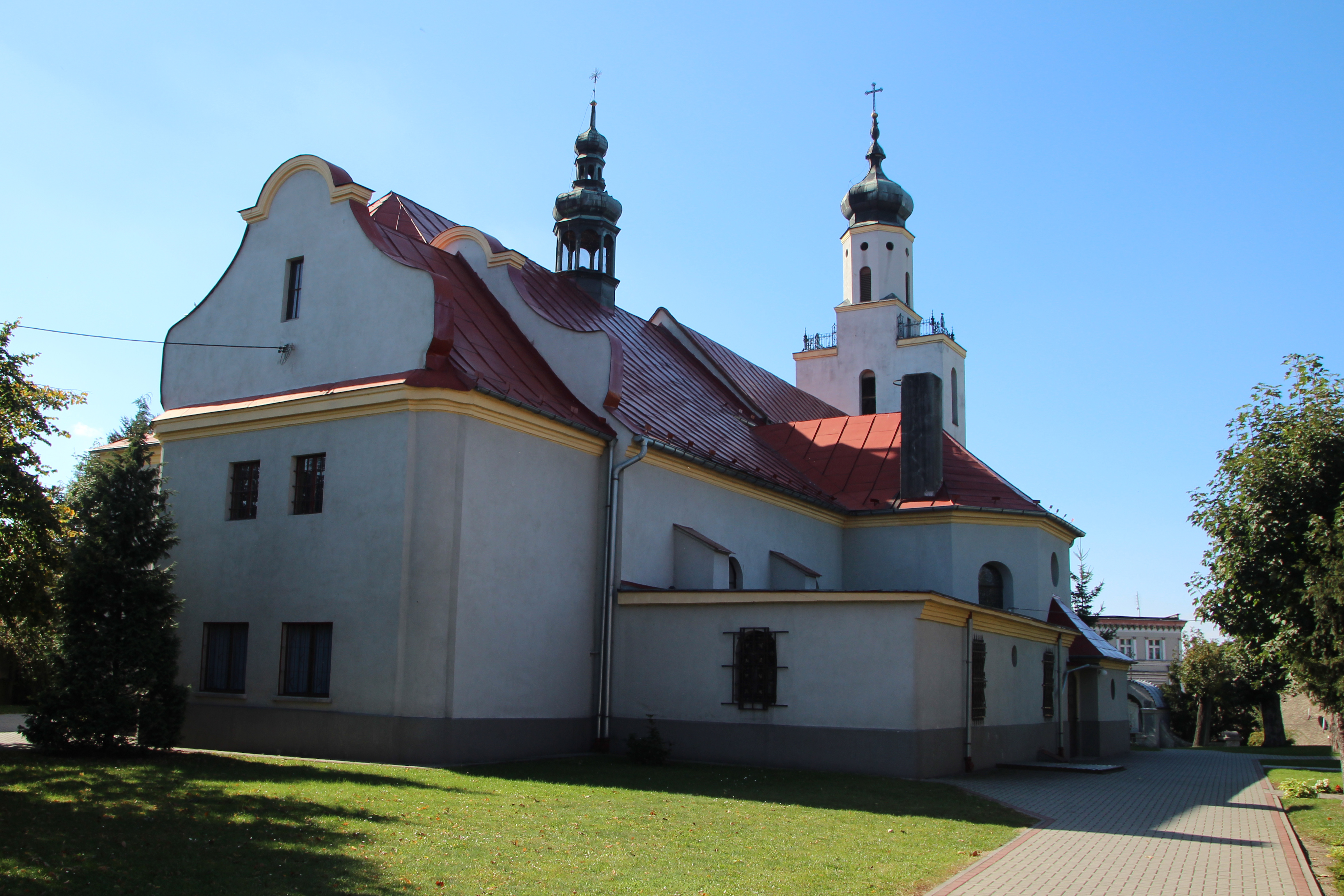
Церковь Рождества
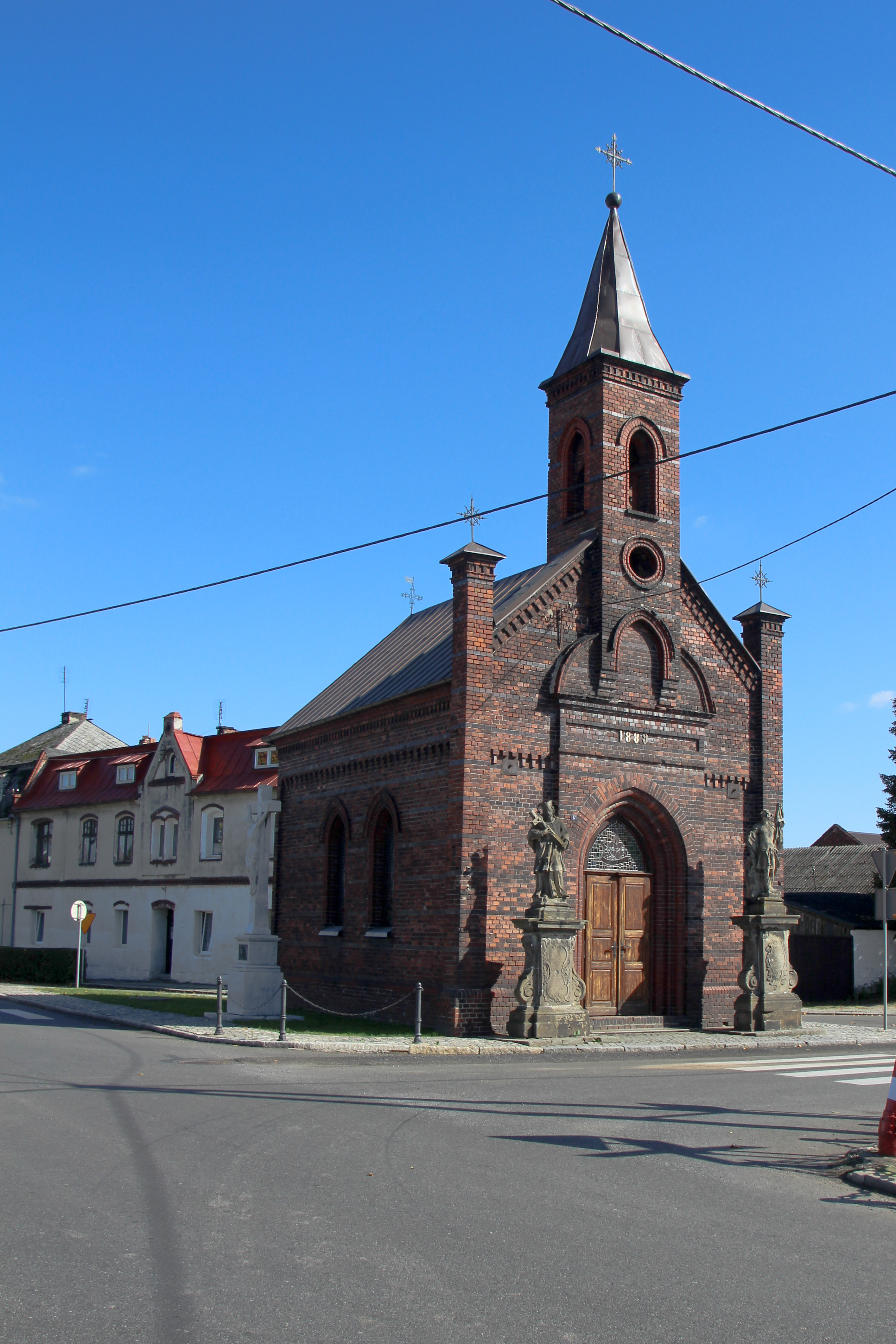
Часовня Сердца Иисуса